# 山前街道 (吉林市)
山前街道，是中华人民共和国吉林省吉林市龙潭区下辖的一个乡镇级行政单位。

## 行政区划
山前街道下辖以下地区：
新山社区、合肥社区和郑州社区。